# Karl Adler (Musikwissenschaftler)
Karl Adler (geboren 25. Januar 1890 in Buttenhausen bei Münsingen, Königreich Württemberg; gestorben 10. Juli 1973 in Leonia, New Jersey) war ein jüdischer Musikwissenschaftler. Er war Professor während der Weimarer Republik und in den Vereinigten Staaten.

## Herkunft und Werdegang bis 1933
Karl Adler war das älteste der drei Kinder von Louis und Mathilde Adler (geb. 1862 & 1863), seine Geschwister hießen Fanny (geb. 1891) und Irene Adler (geb. 1898). In seinem Geburtsort Buttenhausen auf der Schwäbischen Alb hatte sich schon Ende des 18. Jahrhunderts eine jüdische Gemeinde angesiedelt, die 1870 über die Hälfte der Dorfbevölkerung stellte. Die Adlers gehörten zu den ältesten jüdischen Einwohnern der Gemeinde und Karl Adlers Eltern betrieben ein Putz- und Manufakturwarengeschäft.
Adler gehörte zu den bedeutenden Persönlichkeiten der Stuttgarter Musikwelt der Weimarer Republik. Nach traumatischen Erlebnissen im Ersten Weltkrieg beschloss er 1918, sich für die musikalische Volksbildung zu engagieren und gründete 1921 aus einer ehemaligen Abteilung der Hochschule für Musik in Stuttgart das sogenannte „Neue Konservatorium für Musik“. Das Schulgebäude befand sich am Herdweg 49 in Stuttgart-Nord.
Am 25. März 1925 heiratete Karl Adler die elf Jahre jüngere Margarete Marx, die er im Rahmen seiner Tätigkeit als Chorleiter kennen lernte. Sie entstammte einer Stuttgarter Fabrikantenfamilie und hatte in Leopold Marx einen Bruder, der später als Schriftsteller Bekanntheit erlangte. Am 7. Juni 1927 bekamen Margarete und Karl ihren einzigen Sohn Fritz.

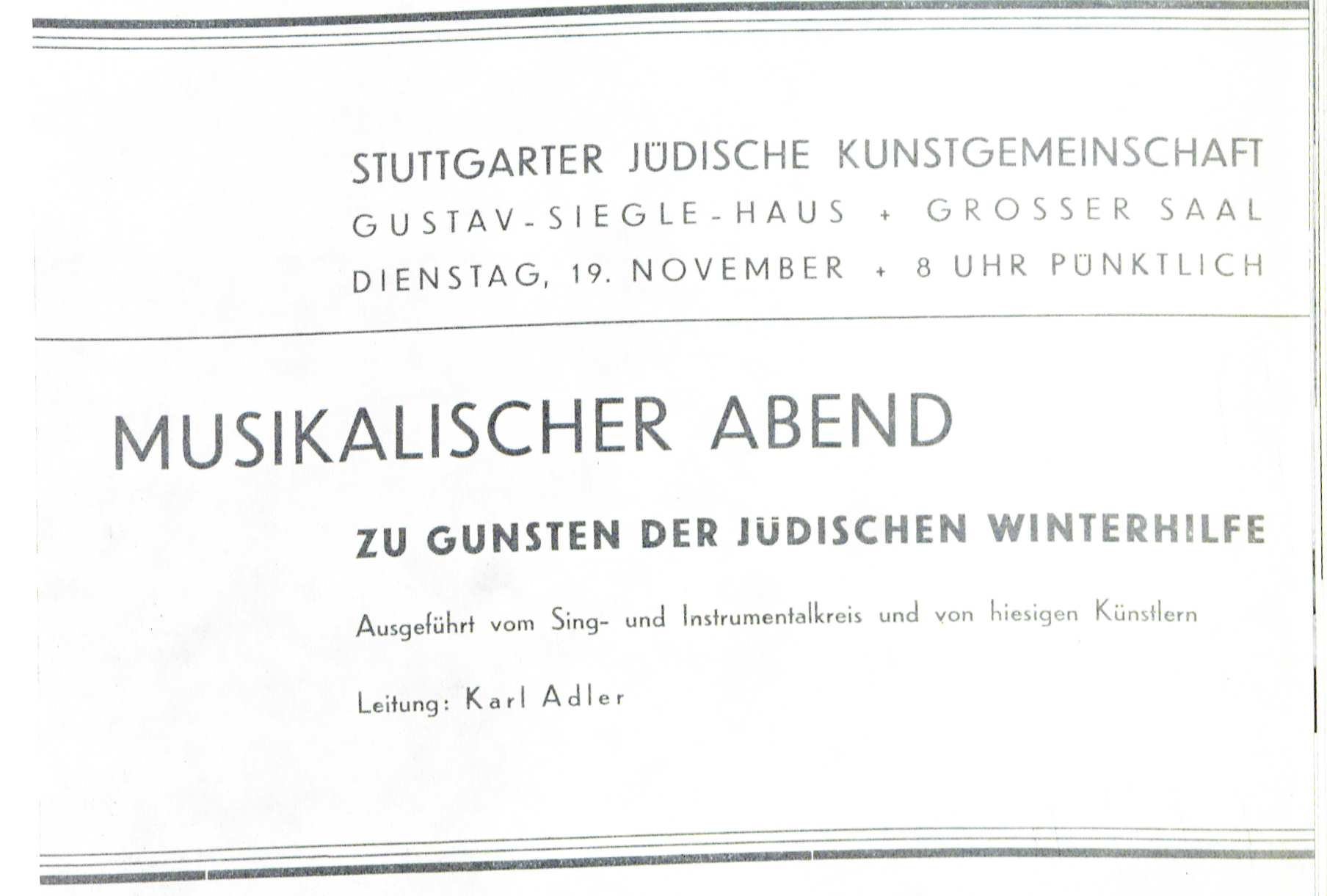
Stuttgarter Jüdische Kunstgemeinschaft 1935

## Während der NS-Zeit (bis zur Auswanderung)

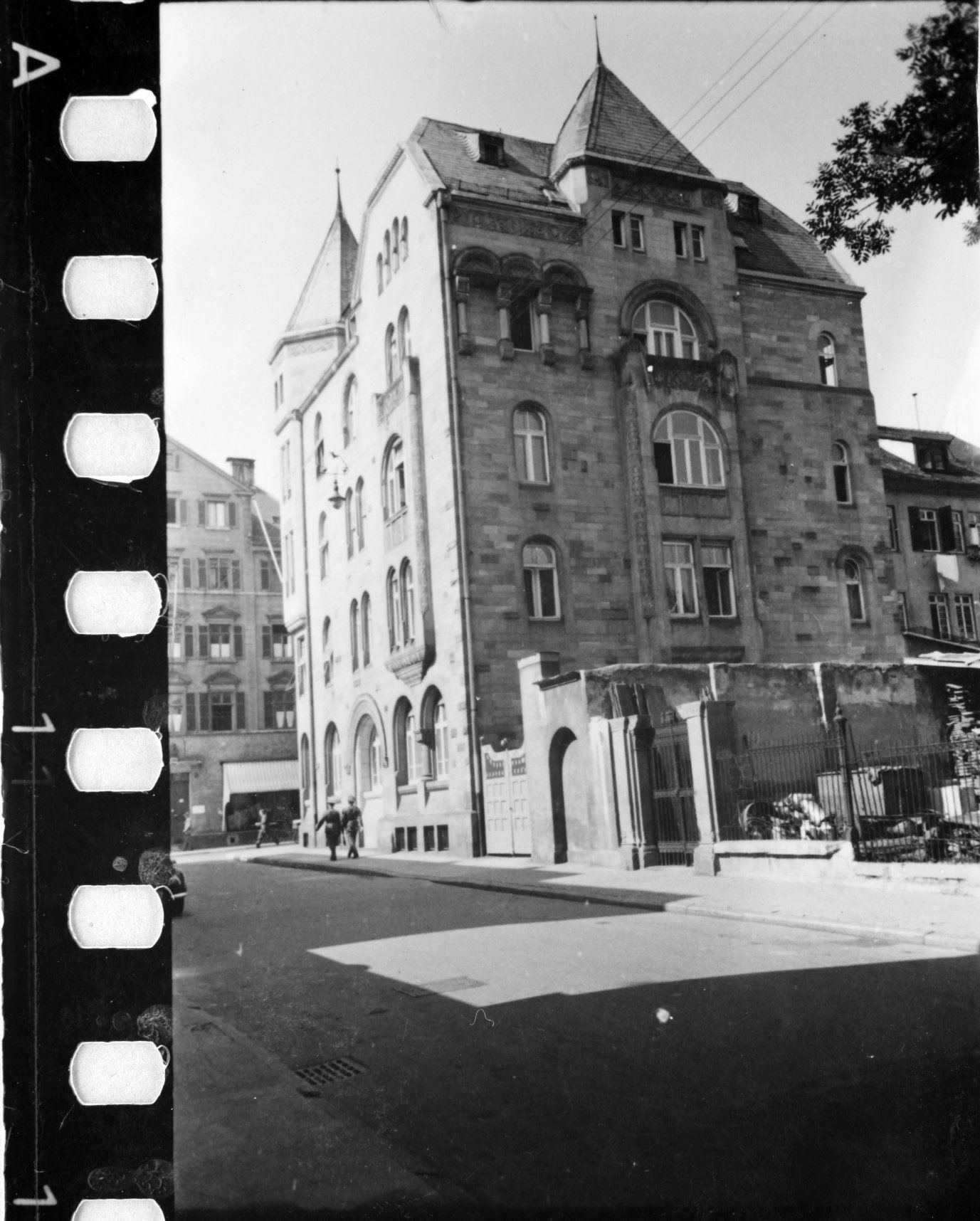
Gebäude der Jüdischen Mittelstelle in der Gartenstraße 30 / Ecke Hospitalstraße. Am rechten Bildrand sind Reste der abgebrannten Synagoge zu erkennen (aufgenommen 1942)

Nach der Machtergreifung der Nationalsozialisten wurde er 1933 als Leiter und Lehrer des Konservatoriums entlassen. Adler engagierte sich stark im jüdischen Kulturleben in Württemberg, besonders am von Martin Buber gegründeten Stuttgarter jüdischen Lehrhaus und in der Stuttgarter Jüdischen Kunstgemeinschaft. 1938–40 kämpfte sich Karl Adler nach einer erneuten Pleite zurück ins Berufsleben. Er übernahm die Leitung der „Zentralstelle für das Jüdische Vereins- und Veranstaltungswesen“ in Stuttgart, die für die Kommunikation zwischen der NS-Verwaltung und den in Württemberg lebenden Juden verantwortlich war. Diese „Zentralstelle“ unterstand bereits in der Zeit vor dem Novemberpogrom 1938 der direkten Dienstaufsicht der Gestapo, wodurch Adler in ständigem Kontakt mit Vertretern der verschiedensten NS-Sicherheitsbehörden stand. Das Gebäude der Zentralstelle, ab 1939 in Mittelstelle umbenannt, befand sich in der Gartenstraße 30 direkt neben der abgebrannten Synagoge Hospitalstraße. Schon vor der Umbenennung hat sich Adler in der „Zentralstelle“ mit allen täglichen Problemen der Juden befasst wie z. B. mit der Suche nach Wohnraum, finanziellen Schwierigkeiten, der Nahrungsmittelversorgung und mit der Emigration aus Deutschland in die Vereinigten Staaten und in den Nahen Osten. Am 9. November 1938 wurde Karl Adler per Telefonanruf benachrichtigt, dass die Stuttgarter Synagoge in Brand gesetzt wurde. Daraufhin rannte er zu seinem Büro, welches direkt neben der Synagoge lag, und rettete eine ganze Anzahl von Schriftstücken, die nicht in die Hände der Nationalsozialisten fallen durften. Kurz darauf wurde er von der Gestapo bzw. SS-Leuten in Schutzhaft genommen und zunächst in der Gestapoleitstelle im ehemaligen Hotel Silber verhört. Anschließend wurde er ins Polizeigefängnis in der Büchsenstraße gebracht, wo er auf zahlreiche weitere jüdische Schutzhäftlinge traf, die im Laufe des Novemberpogroms in Stuttgart und Umgebung verhaftet wurden. Nach acht Tagen wurde er unter der Bedingung entlassen, jede kulturelle Betätigung einzustellen und die Auswanderung der Stuttgarter Juden zu organisieren. 1940 gelang ihm selbst, zusammen mit seiner Frau Grete und seinen Eltern, noch die Auswanderung in die Vereinigten Staaten. Die Adlers gelangten per Flugzeug von Stuttgart nach Lissabon und von dort per Schiff nach New York, wo sie an Thanksgiving ankamen. Sohn Fritz, der schon 1938 im Rahmen eines Kindertransports nach Großbritannien gelangte, machte sich 1943 an Bord der SS Ville de Tamatave ebenfalls auf den Weg in die USA, jedoch ging das Schiff während der Atlantikpassage unter nicht geklärten Umständen unter.

## Leben in den USA
Karl Adler begann schon kurz nach der Ankunft in den USA wieder als Chorleiter und Musiklehrer zu arbeiten, unter anderem für das New York City College of Music. Bei dieser Tätigkeit handelte es sich zwar nur um eine Nebentätigkeit, die alleine nicht den Lebensunterhalt des Ehepaars sicherte, allerdings konnte er sich somit für eine feste Stellung empfehlen. Schon 1946 erhielt er eine Professur an der von ihm mitgegründeten Musikabteilung der Yeshiva Universität, einer jüdischen Hochschule im US-Bundesstaat New York.
Adler machte sich nach dem Krieg in zahlreichen Besuchen in Deutschland für eine völkerverständigende Aussöhnung zwischen Deutschen und Juden stark. In Buttenhausen und im Samariterstift Grafeneck setzte er sich maßgeblich bei der Planung und Ausführung der Gedenkstätten für die Opfer des Nationalsozialismus und den Wiederaufbau der in der Reichspogromnacht zerstörten Synagoge ein.
Adler starb 1973 in Leonia, New Jersey.

## Gedenken

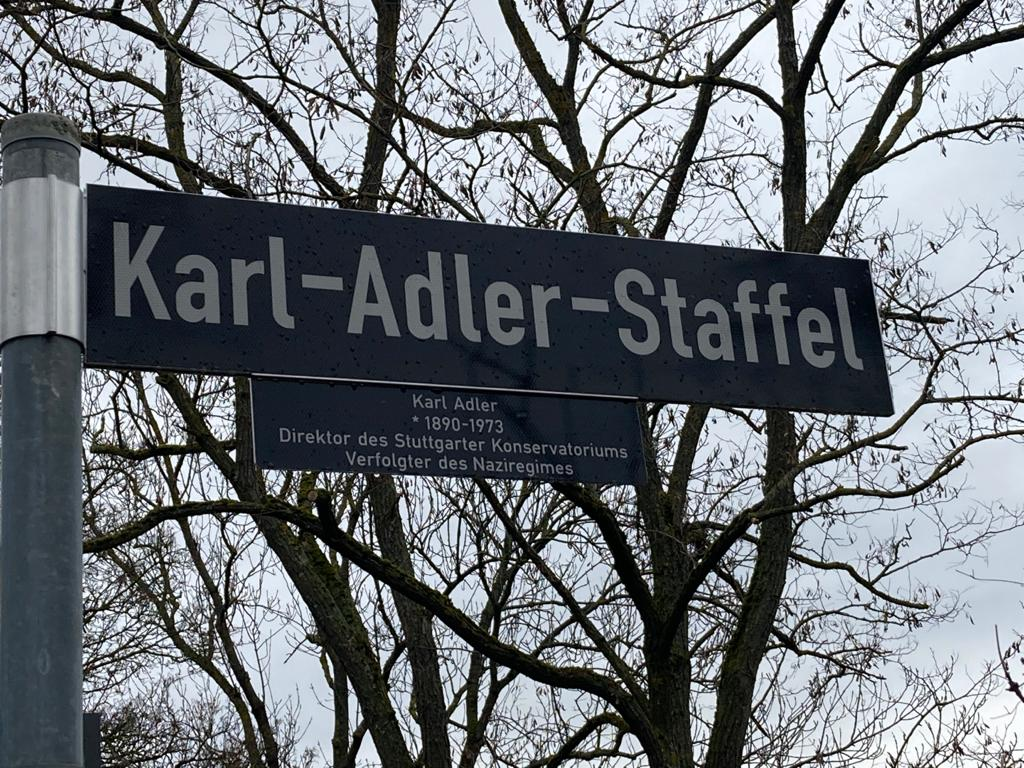
Karl-Adler-Staffel in Stuttgart

1990 benannte die Stadt Stuttgart eine Staffel nach Karl Adler, unweit seiner ehemaligen Wirkungsstätte am Herdweg.
2007 lobte die Israelitische Religionsgemeinschaft Württembergs im Gedenken an Karl Adler erstmals den „Karl-Adler-Jugendmusikpreis“ aus.
Am 18. April 2023 erschien in der Stuttgarter Zeitung ein Artikel von Fred Breinersdorfer im Rahmen der vom Leo Baeck Institut und Bernhard Schlink initiierte Reihe Stolpertexte über die schon Anfang 1933 einsetzende systematische Verfolgung Karl Adlers durch die Nationalsozialisten unter dem Titel „Im Visier der Nazis“.

## Auszeichnungen und Ehrungen
- Eisernes Kreuz 1916 (Erster Weltkrieg)
- Ehrenkreuz für Frontkämpfer für Verdienste während des Ersten Weltkriegs 1916
- Verwundetenabzeichen in Schwarz 1916 (Erster Weltkrieg)
- Ehrendoktorat New York City College
- Ehrenprofessur für Musik Yeshiva University, New York City, New York 1946
- Bundesverdienstkreuz (Annahme von Adler abgelehnt)[4]